# Speocyclops colchidanus
Speocyclops colchidanus – gatunek widłonoga z rodziny Cyclopidae. Nazwa naukowa tego gatunku skorupiaków została opublikowana w 1930 roku na podstawie prac naukowych radzieckiego zoologa Jewgienija Władimirowicza Boruckiego.